# ライモント・アウマン
ライモント・アウマン（Raimond Aumann、1963年10月12日 - ）は、ドイツ・アウクスブルク出身の元同国代表サッカー選手（GK）

## 経歴
1990年のイタリアW杯ではボド・イルクナーに次ぐ第2GK務めた。ジャン＝マリー・プファフが退団した1988年から6年間、バイエルン・ミュンヘンの正GKとして活躍した。
1994年、オリバー・カーンの入団に伴いトルコのベシクタシュへ移籍して1シーズンプレー。同クラブのトルコ・シュペルリガでの優勝に貢献した。
現役を引退後、現在はバイエルン・ミュンヘンのフロントで、ファンクラブ支援室長を務めている。

## 所属クラブ
- バイエルン・ミュンヘン　1982-1994
- ベシクタシュ　1994-1995